# Alpine Shepherd Boy
«Alpine Shepherd Boy» (titulado originalmente «Jello») es el quinto episodio de la primera temporada de la serie de televisión estadounidense de AMC Better Call Saul, la serie derivada de Breaking Bad. El episodio se emitió el 2 de marzo de 2015 en AMC en Estados Unidos. Fue escrito por Bradley Paul, y dirigido por Nicole Kassell. Fuera de Estados Unidos, se estrenó en el servicio de streaming Netflix en varios países.

## Trama
Dos policías llegan a la casa de Chuck después de que su vecina llamara al 911 para denunciar el periódico robado. Chuck se niega a abrir la puerta debido a su hipersensibilidad electromagnética. Un oficial camina hacia la puerta del sótano, donde descubre que las líneas eléctricas del panel de disyuntores han sido cortadas, y hay varias latas de combustible vacías de las linternas de Chuck y la estufa de cocción tiradas en el piso. Combinando esto con las divagaciones de Chuck sobre la jurisprudencia de causa probable, los dos oficiales concluyen erróneamente que Chuck está produciendo metanfetamina, derriban la puerta de su casa y lo derriban con un arma de electrochoque.
El magnate Ricky Sipes le ofrece a Jimmy USD $1 millón en efectivo para ayudarlo a separarse de los Estados Unidos. La emoción de Jimmy por la ganancia inesperada se disipa rápidamente cuando el excéntrico rico revela que planea pagarle usando su moneda impresa personalizada. Visita a otro posible cliente, Roland Jaycocks, quien le pide que ayude a patentar un invento llamado «Tony the Toilet Buddy», un retrete de entrenamiento que reproduce grabaciones de lo que se supone que son frases de aliento para los niños mientras lo usan. Todas las frases son insinuaciones sexuales y cuando Jimmy lo señala, un Roland enfurecido lo persigue mientras él se retira de la casa. Finalmente, Jimmy visita a la Sra. Strauss, una anciana que colecciona figuras de porcelana Hummel, una de las cuales es un pastor alpino raro y valioso. Él la ayuda con la planificación de su patrimonio, que consiste principalmente en asignar sus Hummel a varios amigos y familiares. La Sra. Strauss encuentra encantadora la personalidad de Jimmy, y él le ofrece tomar la mitad de su tarifa por adelantado y la otra mitad después de que se complete el testamento, pero ella paga el monto total por adelantado en efectivo.
Esa noche, Jimmy entretiene a Kim con historias de su día lleno de acontecimientos. Con dos testamentos y un fideicomiso en su haber, ella le sugiere que se especialice en derecho de ancianos. Jimmy lo considera, pero es interrumpido cuando Kim recibe una llamada de Howard, quien le dice que Chuck está en el hospital. En la habitación de Chuck en el hospital, Jimmy y Kim explican la condición de Chuck a una médica escéptica. Ella demuestra que la hipersensibilidad electromagnética de Chuck no es genuina al encender el panel de control de la cama sin que Chuck se dé cuenta. Ella recomienda que Chuck sea internado en una institución mental, pero Chuck quiere irse a casa. Jimmy inicialmente decide cumplir con los deseos de Chuck, pero Howard llega y le dice a Jimmy que convenció al fiscal para asegurarse de que Chuck no sea internado. Jimmy cree que Howard está poniendo las necesidades de la empresa por encima de las de Chuck, sabiendo que si Chuck es internado, Jimmy se convertirá en su tutor y tendrá autoridad para aceptar la oferta de indemnización de HHM en nombre de Chuck. Aunque asusta a Howard al amenazar con internar a Chuck, cortando la conexión de Howard con su «vaca de efectivo», Jimmy le dice a Kim que realmente no lo hará, solo diciéndolo para irritar a Howard.
Jimmy deja el hospital con Chuck y lo lleva a su casa, donde Jimmy descubre se enteró de su rescate en la cartelera. Jimmy le promete a Chuck que en el futuro jugará según las reglas, pero Chuck es escéptico. Después de imitar la ropa y los modales de Andy Griffith en Matlock, Jimmy promueve su nueva especialidad en un hogar de ancianos al imprimir un eslogan en el fondo de los envases de gelatina: «¿Necesita un testamento? Llame a McGill». Al salir del estacionamiento del juzgado, Jimmy le entrega a Mike una tarjeta de presentación con el mismo eslogan impreso.
Después de su turno, Mike estaciona afuera de la casa de una mujer. Ella sale de la casa, se sube a su auto y mira a Mike incómoda por varios momentos antes de que cada uno se vaya en direcciones opuestas. En su casa, Mike es visitado por varios policías. Reconoce a un detective y pregunta: «Muy lejos de casa, ¿no?», a lo que el detective responde: «Tú y yo, ambos».

## Producción
«Alpine Shepherd Boy» es el primer episodio de Better Call Saul que no fue escrito ni dirigido por alguien que escribió o dirigió en Breaking Bad. Fue dirigido por Nicole Kassell y escrito por Bradley Paul. El episodio originalmente se tituló «Jello», ya que los showrunners pretendían que el título de cada episodio terminara en la letra «o», pero no pudieron obtener el permiso para usar la marca de gelatina registrada como «Jell-O».

## Recepción
Al emitirse, el episodio recibió 2,71 millones de espectadores en Estados Unidos, y una audiencia de 1,2 millones entre adultos de 18 a 49 años.
El episodio recibió aclamación crítica. En el sitio web Rotten Tomatoes, basado en 18 reseñas, recibió una calificación de aprobación del 94% con un puntaje promedio de 6,8 de 10. El consenso del sitio dice: «Con «Alpine Shepherd Boy», Better Call Saul continúa forjando su propia identidad, mientras que establece a sus personajes y sus viajes de manera sorprendente». IGN le dio al episodio una calificación de 9,0. The Telegraph calificó al episodio con 4 estrellas de 5.